# 米夏什湖
55°0′18.62″N 60°26′12.86″E / 55.0051722°N 60.4369056°E
米夏什湖（俄语：Мисяш），是俄羅斯的湖泊，位於該國西南部車里雅賓斯克州，由切巴爾庫爾區負責管轄，長3公里、寬2.2公里，面積4.4平方公里，湖岸線長度8.7公里，平均水深1.5米，最大水深4.5米。